# Gino Pivatelli
Gino Pivatelli (Sanguinetto, 27 marzo 1933) è un ex calciatore e allenatore di calcio italiano, di ruolo attaccante.

## Carriera

### Giocatore

#### Club
Cresciuto come mezza punta, divenne centravanti agile e tecnico, dal tiro (destro) potente. Al Bologna l'allenatore Campatelli lo fece giocare in quel ruolo per le assenze dei titolari.
Scartato dalle giovanili dell'Inter, Pivatelli fu acquistato dopo quattro-cinque provini, dal Verona nel quale esordì a 17 anni in Serie B, segnando 1 gol nella seconda partita tra professionisti, una vittoria sul Vicenza per 4-1. Dall'anno successivo fu titolare e in tre anni segnò 25 gol in 68 partite, contribuendo in maniera decisiva alla salvezza.
Nell'estate 1953 fu acquistato dal Bologna nel quale in sette stagioni segnò 105 reti. Nel campionato 1955-56 arrivò al record di 29 gol in 30 partite con una media gol di quasi 1 gol a partita, entrando nella storia del calcio italiano come capocannoniere della Serie A, unico italiano negli anni 1950.

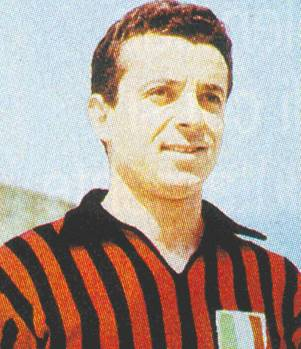
Pivatelli al Milan nella stagione 1962-1963

Disputò una stagione nel Napoli ma la gioia più grande la ottenne con il Milan di Nereo Rocco. Con El Paròn arretrò  la posizione: ingaggiato con il compito di far segnare i compagni di squadra, divenne difensore centrale e vinse lo scudetto nel 1962 e la Coppa Campioni nel 1963.
Pivatelli segnò una doppietta nel 5-0 al Galatasaray il 13 marzo 1963, nel ritorno dei quarti di finale dell'edizione della coppa e fu titolare nella finale disputata dai rossoneri all'Empire Stadium di Wembley il 22 maggio 1963, dove batterono 2-1 il Benfica di Eusébio con una doppietta di Altafini. Quella Coppa dei Campioni fu la prima della storia rossonera.

#### Nazionale
Pivatelli fu tra i convocati della nazionale italiana per il campionato del mondo 1954 in Svizzera, senza tuttavia giocare alcuna partita. Esordì in azzurro con la maglia numero dieci il 30 marzo 1955, a 22 anni, segnando la rete della vittoria contro i campioni del mondo in carica della Germania Ovest nell'amichevole disputata a Stoccarda (1-2).
Le sue rare apparizioni in maglia azzurra possono essere spiegate anche per la reputazione di calciatore poco coraggioso che gli attribuirono i cronisti dell'epoca: poco dopo la sconfitta contro l'Ungheria del 27 novembre 1955, ad esempio, Gianni Brera commentò che «il suo carattere esclude che gli debba toccare mai più l'onore della maglia azzurra. È preferibile l'ultimo dei cianchettoni al primo dei professori morti»; queste parole furono scritte in un periodo in cui la stampa sportiva era capace di influenzare pesantemente decisioni e formazioni.
Pivatelli giocò 7 volte con l'Italia, segnando due gol: il primo è quello summenzionato ai tedeschi, mentre il secondo fu al Portogallo nella partita del 22 dicembre 1957 a Milano, vinta 3-0 e valevole per le qualificazioni al campionato del mondo 1958.

### Allenatore
Nella stagione 1976-1977 allena la Pro Vasto che militava allora in Serie C.

## Statistiche

### Presenze e reti nei club
| Stagione        | Squadra         | Campionato      | Campionato | Campionato | Coppe nazionali | Coppe nazionali | Coppe nazionali | Coppe continentali | Coppe continentali | Coppe continentali | Altre coppe | Altre coppe | Altre coppe | Totale | Totale |
| Stagione        | Squadra         | Comp            | Pres       | Reti       | Comp            | Pres            | Reti            | Comp               | Pres               | Reti               | Comp        | Pres        | Reti        | Pres   | Reti   |
| --------------- | --------------- | --------------- | ---------- | ---------- | --------------- | --------------- | --------------- | ------------------ | ------------------ | ------------------ | ----------- | ----------- | ----------- | ------ | ------ |
| 1949-1950       | Cerea           | Prom.           | ?          | ?          | -               | -               | -               | -                  | -                  | -                  | -           | -           | -           | ?      | ?      |
| 1950-1951       | Verona          | B               | 2          | 1          | -               | -               | -               | -                  | -                  | -                  | -           | -           | -           | 2      | 1      |
| 1951-1952       | Verona          | B               | 32         | 9          | -               | -               | -               | -                  | -                  | -                  | -           | -           | -           | 32     | 9      |
| 1952-1953       | Verona          | B               | 34         | 15         | -               | -               | -               | -                  | -                  | -                  | -           | -           | -           | 34     | 15     |
| Totale Verona   | Totale Verona   | Totale Verona   | 68         | 25         |                 | -               | -               |                    | -                  | -                  |             | -           | -           | 68     | 25     |
| 1953-1954       | Bologna         | A               | 26         | 11         | -               | -               | -               | -                  | -                  | -                  | -           | -           | -           | 26     | 11     |
| 1954-1955       | Bologna         | A               | 30         | 17         | -               | -               | -               | -                  | -                  | -                  | -           | -           | -           | 30     | 17     |
| 1955-1956       | Bologna         | A               | 30         | 29         | -               | -               | -               | -                  | -                  | -                  | -           | -           | -           | 30     | 29     |
| 1956-1957       | Bologna         | A               | 24         | 10         | -               | -               | -               | -                  | -                  | -                  | -           | -           | -           | 24     | 10     |
| 1957-1958       | Bologna         | A               | 29         | 12         | CI              | 3               | 2               | -                  | -                  | -                  | -           | -           | -           | 32     | 14     |
| 1958-1959       | Bologna         | A               | 26         | 12         | CI              | 1               | 0               | -                  | -                  | -                  | -           | -           | -           | 27     | 12     |
| 1959-1960       | Bologna         | A               | 31         | 14         | CI              | 2               | 0               | -                  | -                  | -                  | -           | -           | -           | 33     | 14     |
| Totale Bologna  | Totale Bologna  | Totale Bologna  | 196        | 105        |                 | 6               | 2               |                    | -                  | -                  |             | -           | -           | 202    | 107    |
| 1960-1961       | Napoli          | A               | 21         | 3          | CI              | 1               | 0               | -                  | -                  | -                  | -           | -           | -           | 22     | 3      |
| 1961-1962       | Milan           | A               | 16         | 8          | CI              | 1               | 0               | CdF                | 1                  | 0                  | CA          | 6           | 1           | 24     | 9      |
| 1962-1963       | Milan           | A               | 22         | 3          | CI              | 1               | 0               | CC                 | 7                  | 3                  | CA          | 2           | 0           | 32     | 6      |
| Totale Milan    | Totale Milan    | Totale Milan    | 38         | 11         |                 | 2               | 0               |                    | 8                  | 3                  |             | 8           | 1           | 56     | 15     |
| Totale carriera | Totale carriera | Totale carriera | 323        | 144        |                 | 9               | 2               |                    | 8                  | 3                  |             | 8           | 1           | 348    | 150    |

### Cronologia presenze e reti in nazionale
| Cronologia completa delle presenze e delle reti in nazionale ― Italia | Cronologia completa delle presenze e delle reti in nazionale ― Italia | Cronologia completa delle presenze e delle reti in nazionale ― Italia | Cronologia completa delle presenze e delle reti in nazionale ― Italia | Cronologia completa delle presenze e delle reti in nazionale ― Italia | Cronologia completa delle presenze e delle reti in nazionale ― Italia | Cronologia completa delle presenze e delle reti in nazionale ― Italia | Cronologia completa delle presenze e delle reti in nazionale ― Italia |
| Data                                                                  | Città                                                                 | In casa                                                               | Risultato                                                             | Ospiti                                                                | Competizione                                                          | Reti                                                                  | Note                                                                  |
| --------------------------------------------------------------------- | --------------------------------------------------------------------- | --------------------------------------------------------------------- | --------------------------------------------------------------------- | --------------------------------------------------------------------- | --------------------------------------------------------------------- | --------------------------------------------------------------------- | --------------------------------------------------------------------- |
| 30-3-1955                                                             | Stoccarda                                                             | Germania Ovest                                                        | 1 – 2                                                                 | Italia                                                                | Amichevole                                                            | 1                                                                     |                                                                       |
| 29-5-1955                                                             | Torino                                                                | Italia                                                                | 0 – 4                                                                 | Jugoslavia                                                            | Coppa Internazionale                                                  | -                                                                     | 39’                                                                   |
| 27-11-1955                                                            | Budapest                                                              | Ungheria                                                              | 2 – 0                                                                 | Italia                                                                | Coppa Internazionale                                                  | -                                                                     |                                                                       |
| 18-12-1955                                                            | Roma                                                                  | Italia                                                                | 2 – 1                                                                 | Germania Ovest                                                        | Amichevole                                                            | -                                                                     | 45’                                                                   |
| 24-6-1956                                                             | Buenos Aires                                                          | Argentina                                                             | 1 – 0                                                                 | Italia                                                                | Amichevole                                                            | -                                                                     | 46’                                                                   |
| 22-12-1957                                                            | Milano                                                                | Italia                                                                | 3 – 0                                                                 | Portogallo                                                            | Qual. Mondiali 1958                                                   | 1                                                                     |                                                                       |
| 15-1-1958                                                             | Belfast                                                               | Irlanda del Nord                                                      | 2 – 1                                                                 | Italia                                                                | Qual. Mondiali 1958                                                   | -                                                                     |                                                                       |
| Totale                                                                |                                                                       | Presenze                                                              | 7                                                                     |                                                                       | Reti                                                                  | 2                                                                     |                                                                       |

## Palmarès

### Giocatore

#### Club
- Campionato italiano: 1

Milan: 1961-1962
- Coppa dei Campioni: 1

Milan: 1962-1963

#### Individuale
- Capocannoniere della Serie A: 1

1955-1956 (29 reti)